# Британські гренадери

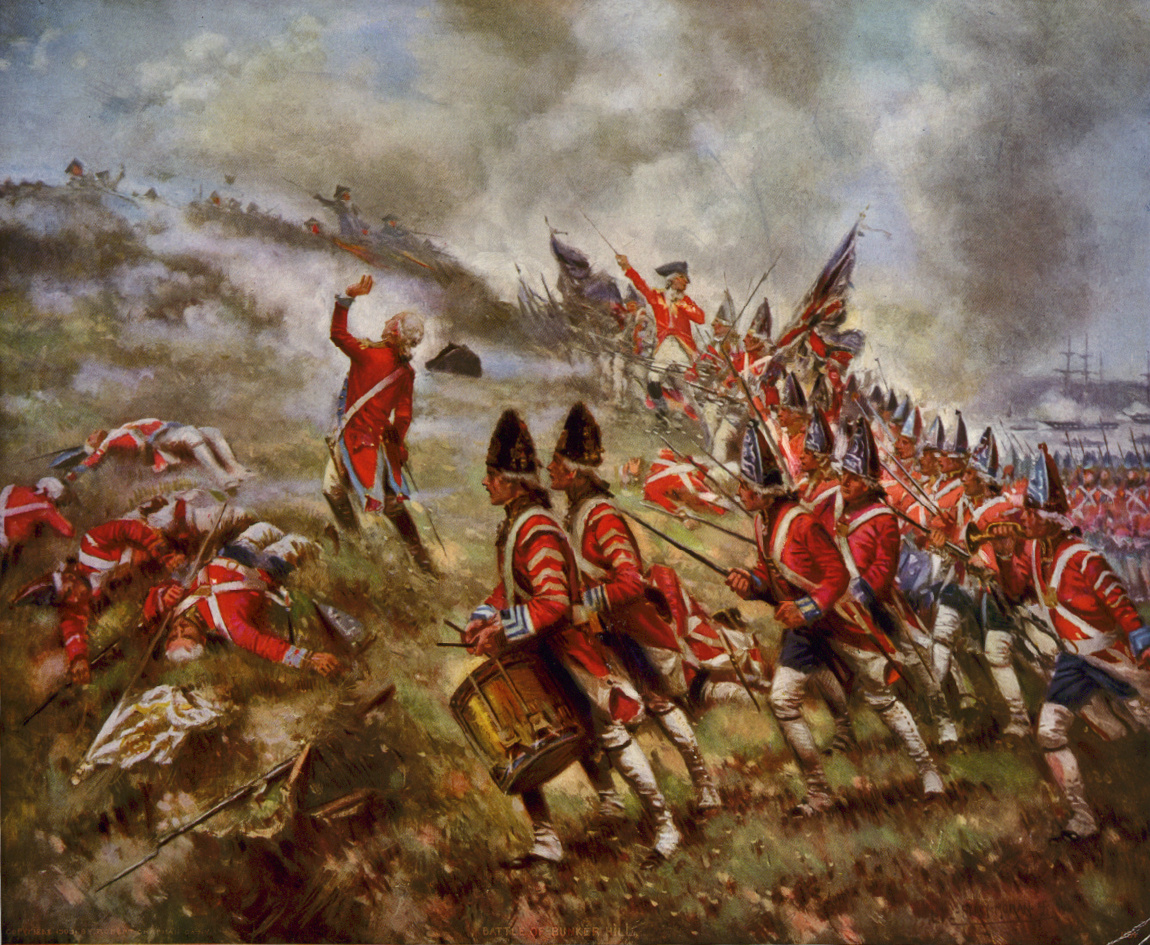
Британські гренадери у бою

«Брита́нські гренаде́ри» (англ. The British Grenadiers) — традиційна маршова пісня гренадерських частин Великої Британії та Канади. Походить з XVII століття. Була полковим похідним маршем Королівської артилерії (з 1716), корпусу Королівських інженерів (з 1787), Почесної артилерійської роти (з 1716), Першого полку піших гвардійців (так званих гвардійців-гренадерів, з 1763), та королівського полку фузілерів (з 1763). Також відома як марш Королівського гібралтарського полку, Королівського полку канадської артилерії, канадських гвардійців-гренадерів, Королівського полку Канади, фузілерів принцеси Луїзи і 5-го батальйону канадських драгунів. Стандартне оркестрування затверджене з 1762 року, коли Королівський артилерійський оркестр, що формально існував з 1557 року, отримав офіційне визнання. Фактично є гімном усіх британських гренадерських підрозділів від 1763 року.

## Текст
Some talk of Alexander, and some of Hercules

Of Hector and Lysander, and such great names as these.

But of all the world's great heroes, there's none that can compare.

With a tow, row, row, row, row, row, to the British Grenadiers.

Those heroes of antiquity ne'er saw a cannon ball,

Or knew the force of powder to slay their foes withal.

But our brave boys do know it, and banish all their fears,

With a tow, row, row, row, row, row, for the British Grenadiers.

Whene'er we are commanded to storm the palisades,

Our leaders march with fusees, and we with hand grenades.

We throw them from the glacis, about the enemies' ears.

With tow, row, row, row, row, row, the British Grenadiers.

And when the siege is over, we to the town repair.

The townsmen cry, "Hurrah, boys, here comes a Grenadier!

Here come the Grenadiers, my boys, who know no doubts or fears!

Then sing tow, row, row, row, row, row, the British Grenadiers.

Then let us fill a bumper, and drink a health of those

Who carry caps and pouches, and wear the loupèd clothes.

May they and their commanders live happy all their years.

With a tow, row, row, row, row, row, for the British Grenadiers.